# Feliciano de Bracamonte Rodriguez de las Barillas
Feliciano de Bracamonte Rodriguez de las Barillas (segle xvii -segle xviii) militar al servei de Felip V durant la Guerra de Successió Espanyola, cobrà un especial protagonisme en la darrera campanya militar del conflicte, la Guerra dels catalans (1713-1714). Ascendit a mariscal de camp, un cop acabada la guerra fou governador de Saragossa i comandant interí del regne d'Aragó.